# 紅玉 (リンゴ)
‘紅玉’（こうぎょく、英名は‘ジョナサン Jonathan’）は、アメリカ合衆国原産のリンゴ（セイヨウリンゴ）の古い栽培品種の1つである。‘エソパススピッツェンバーグ (Esopus Spitzenburg)’という品種の偶発実生（花粉親は不明）に由来するとされる。果実は中型で赤くなり、強い酸味と滑らかな舌触りをもつ。果肉が煮崩れしにくいため、アップルパイなどの調理用に向いている。
日本には明治時代初めに導入され、長年主要品種の1つであったが、1970年頃以降はより甘みの強い品種に押されて生産量は減少した。‘つがる’、‘ジョナゴールド’、‘ひめかみ’、‘あかね’、‘紅の夢’など多くの品種の親である。

## 特徴
自家不和合性に関わるS遺伝子型はS7S9である。中生品種であり、日本での収穫期は10月上旬から中旬。うどんこ病、黒星病、火傷病、さび病に非常に弱い。
果実は中型からやや小型で重さ200グラム程度、円形からやや円錐形。やや畝がある。果皮は丈夫で平滑、地色は淡黄色で鮮やかな深紅色に染まる（上図1, 2）。非常に香りが良い。果肉は白色で緻密、果汁が多く、甘酸っぱい。常温で1ヶ月、冷蔵で3ヶ月程貯蔵できる。
生食もされるが、酸味が強く煮崩れしにくいため、アップルパイやアップルソースなど調理用に利用される。

## 歴史
‘紅玉’は、‘エソパススピッツェンバーグ’ (‘Esopus Spitzenburg’) の偶発的な実生に由来すると考えられている。19世紀初頭、ニューヨーク州アルスター郡ウッドストックにあったPhilip Rickの農園で見つかり、これが1826年にJonathan Hasbrouckによってオールバニ園芸協会に持ち込まれたことによって知られるようになり、‘Jonathan’と名付けられたとする説が一般的である。また別の説として、Jonathan Higleyの妻であるRachel Higleyがコネチカット州のリンゴ圧搾所でリンゴの種子を集め、これを入植先のオハイオ州で育てた中から生じ、これに夫の名から‘Jonathan’と名付けたとされる。
1871年（明治4年）、北海道開拓使によって日本に導入された。やがて、‘紅玉’は‘国光’とともに日本におけるリンゴ生産の主要品種となり、占有率は両品種で約80%に達した。しかし1963年（昭和38年）、バナナが輸入自由化され、他の果実が豊作であったこと、高度経済成長で豊かになりグルメ嗜好が高まった国民の嗜好に対して‘紅玉’や‘国光’が合致していなかったことなどから、リンゴの価格が暴落した。そのため農家が山や川にリンゴを放棄することも起こり、「山川市場（やまかわしじょう）」とよばれた。このためリンゴの品種更新が急速に進み、‘紅玉’の生産は急速に減少していった。ただし調理用、加工用として適性が高いため根強い需要があり、2021年時点でも日本における栽培面積は401ヘクタールに達し、品種別で12位であった。
アメリカ合衆国における2022/2023年の‘紅玉’（ジョナサン）の生産量（870,577ブッシェル）は全体の0.3%、品種別では第17位であった。

## 名称
上記のように、‘Jonathan (ジョナサン)’はおそらく人名に由来する。また、‘Djonathan’、‘Dzhonatan’、‘Dzonetn’、‘Esopus Seedling’、‘King Philip’、‘King Philipp’、‘New Spitzenburg’、‘Philip Rick’、‘Philipp Rick’、‘Rick’、‘Philip Rich Ulster’、‘Pomme Jonathan’、‘Ulster’、‘Ulster Seedling’などともよばれる。
日本に導入された当初は、地域ごとに‘千成（せんなり）’、‘満紅（まんこう）’、‘チ印’、‘6号’などさまざまな呼称があったが、1900年（明治33年）に‘紅玉’に統一された。

## 派生品種

### 枝変わり
リンゴは接ぎ木によって増やすため、同じ品種は遺伝的に同一なクローンであるが、まれに突然変異が起こって枝など木の一部が他と異なる性質を示すことがあり、「枝変わり」とよばれる。‘紅玉’の枝変わりに由来する品種として、‘Blackjon’（図3a）、‘Jonared’（図3b）、‘Kapai Red Jonathan’などがある。

### 交配
‘紅玉’を交配親とした品種は多数存在する。
‘紅玉’を種子親としたものとして、‘Idajon’（種子親は‘ワグナー’）、‘アイダレッド’（花粉親は‘ワグナー’）、‘あかね’（花粉親は‘ウースターペアメン’）、‘Undine’（花粉親は不明）、‘King Cole’（花粉親は‘Dutch Mignonne’）、‘King David’（花粉親は‘Winesap’または‘Arkansas Black’）、‘紅の夢’（花粉親は‘赤肉親系統1’）、‘Jonadel’（花粉親は‘レッドデリシャス’）、‘Jonalicious’（花粉親は‘レッドデリシャス’）、‘Septer’（花粉親は‘ゴールデンデリシャス’）、‘Chieftain’（花粉親は‘レッドデリシャス’）、‘はつあき’（花粉親は‘ゴールデンデリシャス’）、‘福民’（花粉親は‘国光’）、‘Prins Bernhard’（花粉親は‘コックスオレンジピピン’）、‘Prinses Marijke’（花粉親は‘コックスオレンジピピン’）、‘Prinses Irene’（花粉親は‘コックスオレンジピピン’）、‘Prinses Margriet’（花粉親は‘コックスオレンジピピン’）、‘President Boudewijn’（花粉親は‘コックスオレンジピピン’）、‘Herma’（花粉親は不明）、‘Mimi’（花粉親は‘コックスオレンジピピン’）、‘Melrose’（花粉親は‘レッドデリシャス’）、‘Monroe’（花粉親は‘Rome Beauty’）、‘Lucullus’（花粉親は‘コックスオレンジピピン’）などがある。
‘紅玉’を花粉親としたものとして、‘あかぎ’（種子親は‘ゴールデンデリシャス’）、‘Appel van Paris’（種子親は‘Brabant Bellefleur’）、‘いわき’（種子親は‘恵’）、‘Oranje de Sonnaville’（種子親は‘コックスオレンジピピン’）、‘Cacanska’（種子親は‘スターキングデリシャス’）、‘紅月’（種子親は‘ゴールデンデリシャス’）、‘Goldjon’（種子親は‘ゴールデンデリシャス’）、‘ジョナゴールド’（種子親は‘ゴールデンデリシャス’）、‘Jonagored Supra’（種子親は‘ゴールデンデリシャス’）、‘Jonamac’（種子親は‘マッキントッシュ’）、‘新光’（種子親は‘国光’）、‘つがる’（種子親は‘ゴールデンデリシャス’）、‘Directeur van de Plassche’（種子親は‘コックスオレンジピピン’）、‘ひめかみ’（種子親は‘ふじ’）、‘Prinses Beatrix’（種子親は‘コックスオレンジピピン’）、‘Holiday’（種子親は‘Macoun’）、‘Mariborka’（種子親は‘Golden Pearmain’）、‘Minjon’（種子親は‘Wealthy’）、‘Malling Kent’（種子親は‘コックスオレンジピピン’）、‘恵’（種子親は‘国光’）、‘Leonie de Sonnaville’（種子親は‘コックスオレンジピピン’）、‘Red Granny Smith’（種子親は‘グラニースミス’）などがある。